# Сосновка (Барско-Татаровский сельсовет)
Сосновка — упразднённая в 1988 году деревня в Вязниковском районе Владимирской области России.

## География
Урочище находится в северо-восточной части области, в зоне хвойно-широколиственных лесов, в пределах Волжско-Окского междуречья, к востоку от автодороги 17К-5, на расстоянии примерно 14 километров (по прямой) к северо-западу от города Вязники, административного центра района. Абсолютная высота — 117 метров над уровнем моря.

### Климат
Климат характеризуется как умеренно континентальный. Средняя температура воздуха самого холодного месяца (января) — −11,1 °C (абсолютный минимум — −48 °С), средняя максимальная температура воздуха (июля) — +23,3 °С (абсолютный максимум — +37 °С). Годовое количество атмосферных осадков составляет около 607 мм, из которых 413 мм выпадает в период с апреля по октябрь.

## История
В «Списке населенных мест Владимирской губернии по сведениям 1859 года» населённый пункт упомянут как владельческая деревня Осинки Вязниковского уезда, расположенная при пруде и колодце, в 19 верстах от уездного города. В деревне насчитывалось 23 двора и проживало 133 человека (66 мужчин и 67 женщин).
По состоянию на 1905 год, в Осинках имелось 16 дворов и проживало 113 человек. В административном отношении деревня входила в состав Станковской волости.
По данным 1926 года в деревне имелось 26 хозяйств и проживало 119 человек (52 мужчины и 67 женщин). Являлась частью Налескинского сельсовета.
В 1965 году переименована в Сосновку. На момент упразднения входила в состав Барско-Татаровского сельсовета Вязниковского района. Упразднена решением облисполкома № 350 от 28 июня 1988 года как фактически не существующая.